# 三基商事
三基商事株式会社（みきしょうじ、英語: MIKI Corporation）は、大阪府大阪市北区梅田一丁目に本社を置く食品・化粧品を扱う企業である。プルーンを加工したミキプルーンなどを扱っている。コーポレートメッセージは、「心からこころへ」。

## 企業概要
本社は大阪に、本部は東京に所在している（かつての東京支社・東日本支店）。支社・支店は、札幌支店（かつての事務所）、東北支店（かつての郡山事務所）、横浜支店、静岡支店、名古屋支店、西日本支店（広島に所在、かつての事務所）、九州支店、事務所は、盛岡事務所、中津事務所等がある。西大阪支店、大宮事務所、岡山事務所などが所在していた。
商品は、関東工場、山南工場、西宮工場で製造されている。
社名の由来は「常に3つの視点でものごとを考えよう」という「三軸発想」によるものであり、「ものごとを決めるときに、2人ではなく3人ならば客観的に議論をして正しい方向に持っていくことができる」という考えがもととなっている。
ロゴマークは、かつては「M」を図案化させたようなデザインのものを使用していた。旧ロゴマークは、創業当初 - 1984年前後までのものと、1984年前後 - 1994年9月までのものがある。前者は赤い色で「M」を図案化させたような図形の下側にMIKIと書かれたもの（「ミキプルーン」と書かれたものもあった）で、後者は赤い色で左側に太い枠の中に放物線を描いた「M」を図案化させたような図形の右側に上下線を伴いMIKIと書かれたものだった（「M」の部分は白抜きであった）。
現在のロゴマークは3代目で、コーポレートメッセージである「心からこころへ」の「心」の漢字をモチーフとして赤い扇の中または外側に三つの点を正三角形上に配置されたデザインである。
また、主力商品のミキプルーンのフォントロゴも1994年頃に、形を整えるなどの若干の変更がされている。

## 販売手法

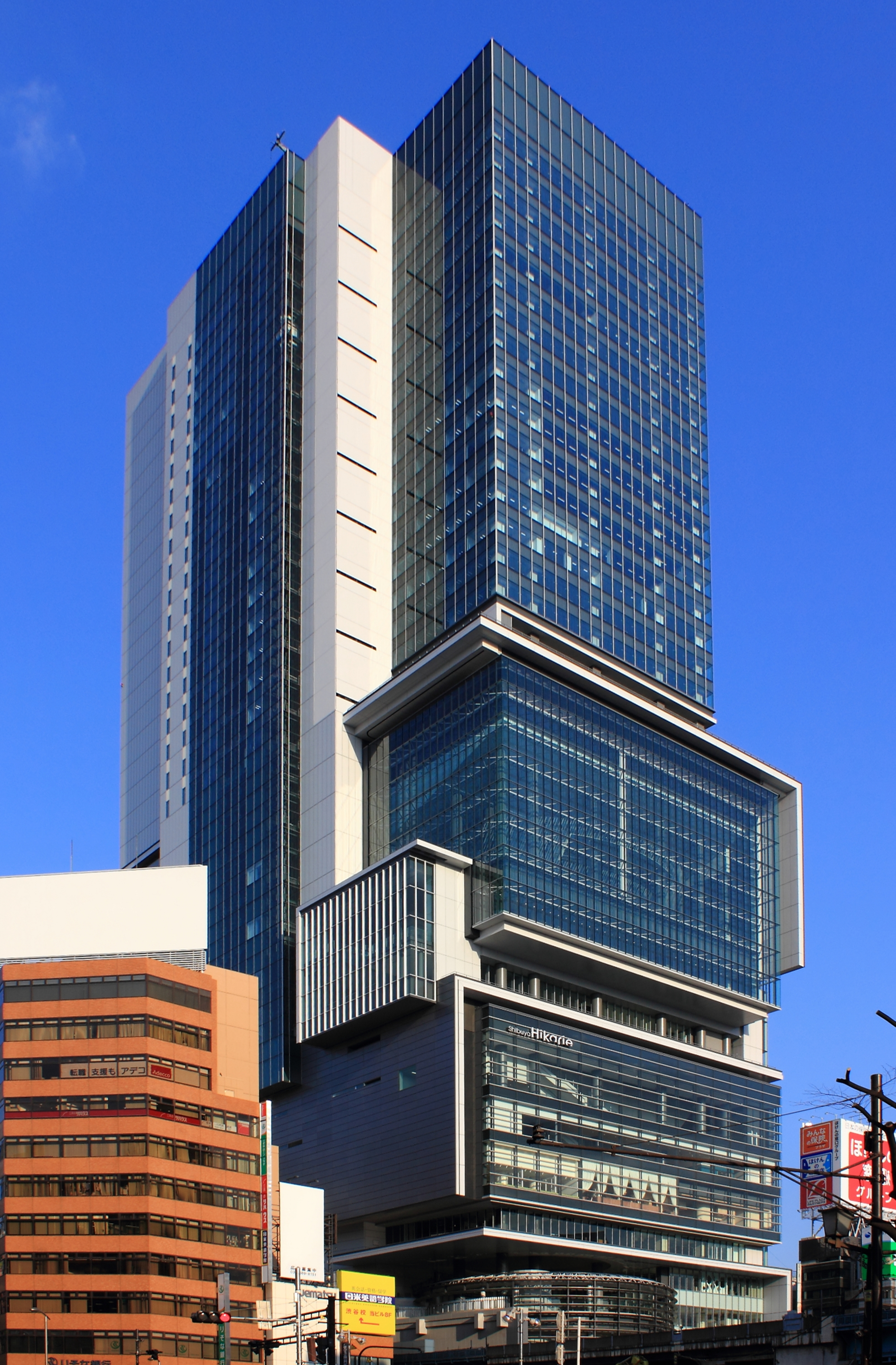
東京本部がある渋谷ヒカリエ

販売員が訪問して販売する訪問販売企業であり、公益社団法人日本通信販売協会は日本アムウェイ、ニュースキンジャパンとともに健康食品マーケットの訪問販売企業の代表的企業としている。
専門誌「月刊ネットワークビジネス」2015年3月号（サクセスマーケティング）によると、ネットワークビジネス業界では日本アムウェイに次ぐ2位、栄養補助食品部門ではトップの売上げを誇るネットワークビジネスの大手企業として紹介している。フリーランスライター樋口昂央が執筆した書籍『マルチのカリスマ　ミキプルーンの真実 』では、経緯や実体などについてマルチ商法として取り上げられている。

## 沿革
- 1964年（昭和39年）11月 - 大阪府豊中市にて繊維製品の輸入・販売を行う個人商店として、門田敏量（）により創業。繊維製品を取り扱っていた時期は、日本初の細番手のプリーツスカートの製造・販売も行っていた。
- 1966年1月 - 株式会社化し、大阪国際貿易センタービル内に本社を置く。
- 1972年 - 主力商品の「ミキプルーンエキストラクト」発売。
- 1975年 - 繊維部門を三基繊維株式会社として分社。
- 1977年 - 事業拡大に伴い、本社事業部を大阪国際貿易センタービルから現在地の大阪駅前第2ビルに移転する。ドイツから「ビオドラガ化粧品」の輸入を開始、「ビオドラガ化粧品・基礎化粧品シリーズ」発売。
- 1978年 - 「ミキエコー37」発売。
- 1981年 - 西宮工場を開設し、食品・化粧品の製造・加工を始める。ドーム型の「ミキプルーン製造棟」はのちに西宮市から「都市景観賞」を授与された。
- 1982年 - 「ミキプロティーン95 スープリーム」発売。
- 1983年 - 三基総合研究所開設。「ミキバイオ-C」発売。
- 1984年 - 「ミキトリートメントヘアシャンプー」「ミキトリートメントヘアリンス」発売。三基総合研究所の第一号・第二号商品となった。
- 1985年 - 東京都渋谷区渋谷三丁目に東京支店ビル（設計者 永田祐三）竣工。
- 1986年 - 家庭用洗剤「ミキ健康パック」、台所用洗剤「ミキ健康メイト」発売。
- 1989年 - 「ミキバイオ-C（顆粒）」、薬用入浴剤「湯草（）A」発売。
- 1990年 - アメリカ・カリフォルニア州のサクラメント・バレーに「ミキプルーン農園」開園。
- 1991年 - 薬用歯磨「アルゴデンティル3」発売（フランスから輸入。2019年に「アルゴサンテ」としてリニューアル）。
- 1992年 - 初めて全日本バレーボール大学男女選手権大会の特別協賛社となり、30年余り経過した現在でも特別協賛社を務め続けている。このことにより、同大会の通称が「ミキプルーン スーパーカレッジバレー」として定着。
- 1994年 - 西宮工場本館竣工。ロゴマークを現在のものに変更。
- 1995年 - 「ミキボディソープ」発売。
- 1996年 - 10月、テレビCMのイメージキャラクターに、俳優の中井貴一が起用される。以降、現在に至るまで約30年に亘って出演し続ける。第一号・第二号作品は「テラス編」「プルーン畑編」。2018年からは、初の追加キャストである瀧本美織が加わり（瀧本が初めて加わった作品は同年放映の「ミキプルーン・ボトルの中へ編」）、現在に至っている。
- 1998年 - 洗顔用石けん「ミキフェイシャルソープ」発売。
- 1999年 - 洗濯用洗剤「ミキクリーンパウダー」発売。また、家庭用洗剤「ミキ健康パック」、台所用洗剤「ミキ健康メイト」をそれぞれ「ミキクリーンパック」「ミキクリーンメイト」にリニューアル。
- 2000年 - 「ミキジョイントビューティー」発売。同年のうちに粒タイプ・顆粒タイプが発売された。
- 2002年 - 初の特定保健用食品「ミキグルコエイドK」発売。
- 2006年 - 「ミキグルコエイドL」発売。
- 2009年 - 「ミキプルーンディーオー」、「ミキGシックス」発売。
- 2013年 - 「ミキアスプリプラス」発売。プルーンエキストラクトがJAXA・宇宙航空研究開発機構に宇宙日本食として認証される。
- 2014年 - 「ミキプルーンエキストラクト スティック」発売。
- 2016年 - 「ミキフローライフトリニティ」発売。
- 2022年 - 東京本部を東京本部第1ビル（旧 東京支店ビル）から渋谷ヒカリエ30階へ移転。

## 商品

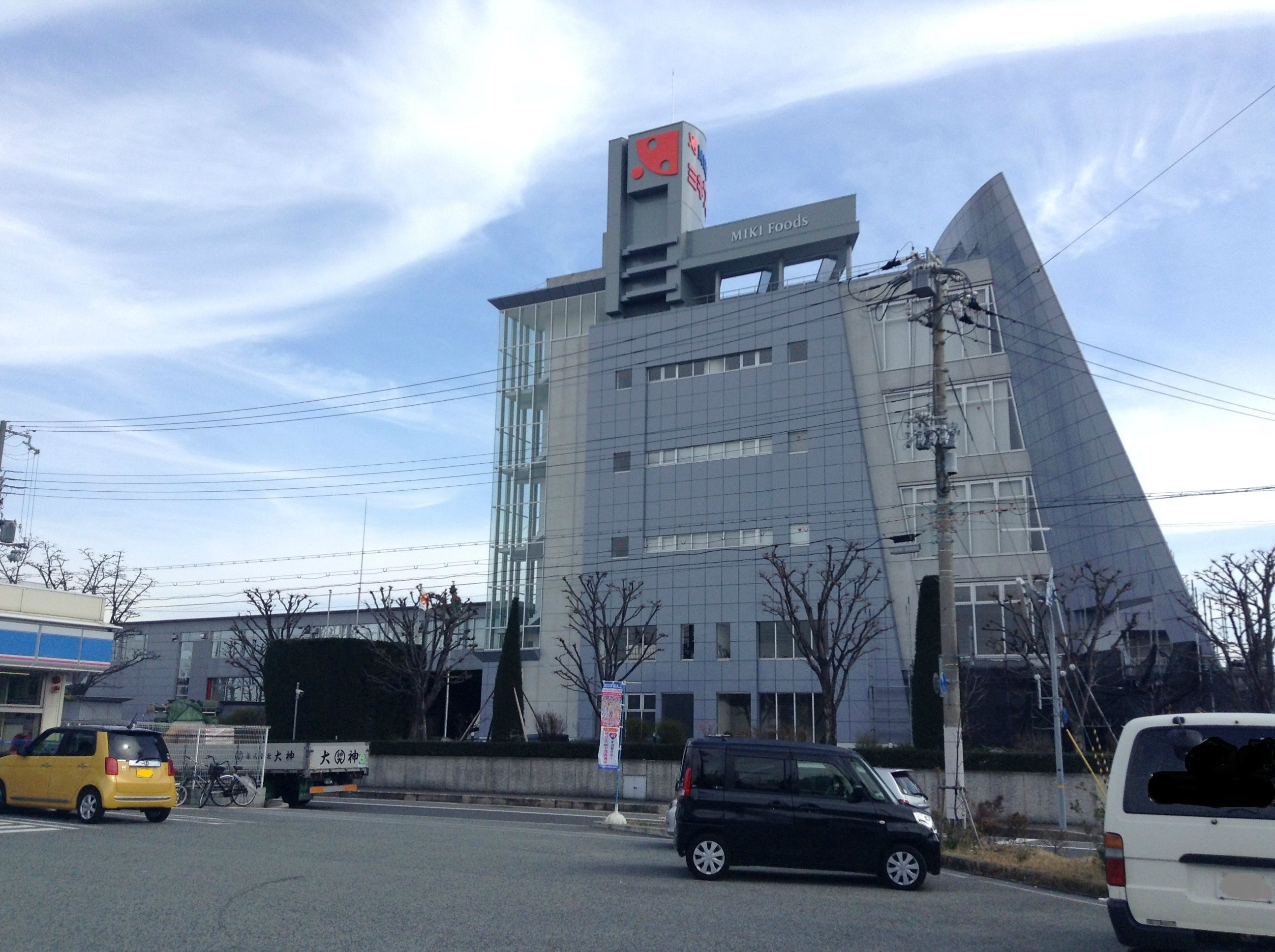
三基食品本社兼西宮工場（兵庫県西宮市）

ここでは主力商品のみを列挙する。

### 栄養補助食品
- ミキプルーンエキストラクト - 1972年発売。三基商事の代名詞といえる看板商品。アメリカ・カリフォルニア産の乾燥果実プルーンを丸ごと使用したエキス。派生商品として2009年に小型のゼリータイプの「ミキプルーン ディーオー」、2014年に「ミキプルーンエキストラクト スティック」を発売した。
- ミキエコー37 - 1978年発売。アボカドオイルをベースにフラックスシードとボラージの種から抽出したオイルを配合し植物性カプセルで包んだもの。
- ミキプロティーン95 スープリーム - 1982年発売。アメリカ・カリフォルニア産の大豆からたんぱく質を分離・抽出しパウダー状にしたもの。派生商品として2000年にクラッカー状の「ミキオリゴプロティーン」を発売した（「オリゴプロティーン」は現在は販売終了）。かつては「ミキプロティーン95 ココア味」が存在した。
- ミキバイオ-C - 1983年に粒タイプが発売。ローズヒップ（ノイバラの偽果）やマリンカルシウム（かつては牛骨粉由来のカルシウム）を配合した栄養補助食品。1989年には顆粒タイプが発売された。

### スキンケア商品
- ビオドラガ化粧品シリーズ - ドイツから輸入・販売している化粧品。
- 湯草（ゆそう）A - 1989年発売。入浴時に疲れをほぐし身体を芯から温める生薬100%の薬用入浴剤。陳皮や生姜、蒼朮、山梔子、当帰など全9種類の生薬を配合。
- アルゴサンテ - 2019年発売。海藻と塩をベースにしたフランス製の薬用歯磨。もともとは1991年に「アルゴデンティル3」として発売していた。
- ミキトリートメントヘアシャンプー L-2001a - 1984年発売。植物エキスを配合したシャンプー。姉妹品として「ミキトリートメントヘアリンス L-2002a」が存在する。三基総合研究所の第1号・第2号商品。

### 家庭用品
- ミキクリーンメイト - 1999年発売。環境に配慮した台所用洗剤。1986年に発売された「ミキ健康メイト」をリニューアル。

## CM
上記記述の通り、1996年10月よりテレビコマーシャルのイメージキャラクターに俳優の中井貴一を起用しており、現在も続いている。同時に2018年より女優の瀧本美織を起用している。

## 提供番組

### 現在
- ヒルナンデス!（日本テレビ） - 2012年4月6日 - 2014年9月26日まで、毎週金曜日12:05 - 12:20のパートで提供。その後2021年10月6日より毎週水曜日12:05 - 12:20のパートで提供再開[注 1]。
- 徹子の部屋（テレビ朝日） - 2013年10月より新規（提供番組の契約は2013年10月3日放送分以降の毎週木曜日13:20 - 13:35前後の複数社提供の1社で2024年9月26日放送分まで。同年3日放送分以降の毎週金曜13：00- 13:15前後の複数社提供の1社）。
2013年9月末まで長きに渡り提供していた「新婚さんいらっしゃい!」（ABC制作全国ネット）から提供枠を入れ替え。

番組名の前の★は、旧ロゴマーク（「M」を図案化したもの）時代に提供していた番組。また、☆は現ロゴマーク（「心」がモチーフのもの）時代に提供していた番組。

#### 地上波・過去
- ★スーパーテレビ情報最前線（日本テレビ） - 読売テレビ「ドラマシティ'93」より提供枠を移転、1993年4月5日 - 1994年9月26日まで提供。スポンサークレジットは「ミキプルーン」。
- ☆金曜ロードショー（日本テレビ） - 1994年10月7日放送「ビバリーヒルズ・コップ2」 - 2005年9月30日放送「スネーク・アイズ」まで11年にわたり提供。
- ☆水曜ドラマ（日本テレビ） - 2009年4月のみ
- ★朝のホットライン（TBS）
- ★THE WAVE（TBS）
- ★ビッグモーニング（TBS） - この番組まで、TBS制作平日朝7 - 8時台のワイド番組で提供。途中で「3時にあいましょう」へ提供枠移動
- ★3時にあいましょう（TBS） - 「ビッグモーニング」からの提供枠移動に伴い1992年4月 - 9月提供。スポンサークレジットは「三基商事」。主に生CMを放送していた。
- ★☆スーパーワイド（TBS） - 「3時にあいましょう」から引き続き提供
- ★水曜ロードショー（TBS） - 1993年4月7日から1993年9月29日まで21時台枠のヒッチハイクとして提供
- ★情報スペースJ（TBS） - 1993年10月13日から1994年3月まで提供
- ☆関口宏の東京フレンドパークII（TBS） - 2000年代初頭（正確な時期は不明）から2009年3月30日放送「JNN50周年記念 ハイパーバラエティウィーク SASUKE2009春3時間半スペシャル」まで提供。スポンサークレジットは「MIKI」（提供開始 - 2003年9月）→主力商品の「ミキプルーン」（2003年10月 - 2009年3月）。
- ☆さんまのSUPERからくりTV（TBS） - 2009年4月5日放送「JNN50周年記念 ハイパーバラエティウィーク DOORS 2009 4時間半スペシャル」から2011年3月27日放送「3年B組金八先生 最終回スペシャル」まで提供。
- ☆中居正広の金曜日のスマたちへ（TBS） - 2011年4月1日放送の特番から2012年3月30日まで提供。
- ☆ひるおび!（TBS）
（提供番組の契約は2009年4月7日放送分 - 2012年3月末・毎週火曜日13時台の複数社提供の1社。その後、テレビ東京「カンブリア宮殿」からの一時降板と入れ替えに2013年4月1日より毎週月曜日13時台の複数社提供の1社に復帰。その後下記記述の通り2016年10月4日より毎週火曜日13時台の複数社提供の1社を再開。）しかし2021年9月放送分の番組内発言の問題で顧客から消費者コールセンターに問い合わせがあり広告代理店と協議した結果2021年9月28日放送分を最後に再撤退（提供枠は後述の「ヒルナンデス!」へ再移動した[注 2]。）。
- ★FNNニュースレポート11:30（フジテレビ） - 前半の全国ネットパートで提供
- ★クイズ!年の差なんて（フジテレビ） - 木曜19時台に移動・枠拡大した1990年10月より提供開始。以降、下記記述の通り「クイズ$ミリオネア」のレギュラー放送終了まで約17年にわたり、木曜19時台枠の複数社スポンサーを歴任した。スポンサークレジットは主力商品の「ミキプルーン」。
- ☆木曜ファミリーランド（フジテレビ）
- ☆天才!ヒポカンパス（フジテレビ）
- ☆天下ごめんネ!!→くらべるクイズ!天下ごめんネ!!（フジテレビ）
- ☆突撃!お笑い風林火山（フジテレビ）
- ☆強力!木スペ120分（フジテレビ）
- ☆コレって変ですか～!?（フジテレビ）
- ☆恋ボーイ恋ガール（フジテレビ）
- ☆バツ（フジテレビ）
- ☆クイズ$ミリオネア（フジテレビ）
- ☆爆笑レッドシアター（フジテレビ） - 2009年4月1日の「クイズ$ミリオネア 春の90分スペシャル」より新規。しかし、諸事情で数ヶ月で降板
- ☆情報プレゼンター とくダネ!（フジテレビ） - 2009年4月1日 - 2014年9月24日放送分の毎週水曜日後半の複数社提供の1社。その後上述の通り2019年10月7日より毎週月曜日前半の複数社提供の1社を再開。
- ☆めざまし8（フジテレビ） - 「とくダネ!」から引き続き毎週月曜日前半の複数社提供の1社を継続。2025年1月まで。

- ☆ザ・トラベルナース・第2シリーズ（テレビ朝日） - 2024年10月3日放送分の「アメトーーク!・踊りたくない芸人<3時間SP>り提供開始。
- ☆ミキプルーン・ワールドトップ4バレー（テレビ朝日） - 1994年
- ☆ミキプルーン・ワールドスーパーチャレンジバレー(テレビ朝日) - 1996年
- ☆毎日甲子園ボウル（毎日放送） - 1994年 - 1996年まで協賛スポンサーの1社。
- ★笑いころげてたっぷり枝雀（毎日放送） - 関西ローカルから全国ネット化した1983年4月より番組終了まで半年間提供。
- ★クイズMr.ロンリー（毎日放送） - 1983年10月の土曜12時台（関西ローカル）→日曜13時台への移設とともに一時期提供。
- ★☆すてきな出逢い いい朝8時（毎日放送） - 1990年代前半 - 中盤に提供（正確な時期は不明）。生CMを放送していた時期がある。スポンサークレジットは「三基商事」→「MIKI」。
- ★快傑!ドクターランド（毎日放送）
- ★逸見のその時何が!（毎日放送）
- ★迫って!GABURI。（毎日放送） - この番組まで、火曜22時枠で提供。その後木曜20時枠に提供枠を移動。
- ★明石家多国籍軍（毎日放送） - 火曜22時枠から木曜20時枠へと提供枠を移動してから最初に提供した番組。
- ☆ダウトをさがせII→ダウトをさがせR（毎日放送）
- ☆最大公約ショー（毎日放送）
- ☆グラフィティ'96→グラフィティ'97（毎日放送）
- ☆イチバン!（毎日放送）
- ☆超!よしもと新喜劇（毎日放送）
- ☆全国制覇バラエティー ジパング大決戦!（毎日放送）
- ☆チュー'sDAYコミックス 侍チュート!（毎日放送） - 2009年4月7日のみ
- ★天気予報（関西テレビ） - 1982年 - 1986年ごろ提供（時間帯と曜日は不明）。提供読みは「ミキプルーンでおなじみの三基商事の提供でお送りします（しました）」。
- ★関西テレビ制作・月曜夜10時枠の連続ドラマ（関西テレビ）
- ★お昼のワイドショー（読売テレビ) - 火曜日・木曜日のytv制作分で提供したことがある。
- ★2時のワイドショー（読売テレビ）
- ★スター爆笑Q&A（読売テレビ)
- ★木曜ゴールデンドラマ（読売テレビ） - スポンサークレジットは「ミキプルーン」。
- ★ドラマシティ'92→ドラマシティ'93（読売テレビ) - スポンサークレジットは「ミキプルーン」。
- ☆日経スペシャル カンブリア宮殿（テレビ東京） - 2012年4月 - 2013年3月まで提供。同枠休止振り替え時の「和風総本家スペシャル」（テレビ大阪）にも度々提供していた）
- ☆トーキョーライブ22時→〜突撃!はじめましてバラエティ〜イチゲンさん（テレビ東京） - 2015年4月からの新規（2015年4月12日放送分 - 毎週日曜21:54 - 22:48の複数社提供の1社）
当番組が放送されない場合などは同系列の「FOOT×BRAIN」[注 3]に振り替えて提供する事がある。[注 4]しかし、2016年10月改編で番組提供を降板。TBS系「ひるおび!」の2曜日（従来の月曜日提供に加えてかつて提供していた火曜日提供を再開）や2016年10月より新規提供となっている「ワイド!スクランブル」（テレビ朝日系）第2部・火曜日へ提供枠を移動（2017年3月末で降板）。
- ★必殺シリーズ（朝日放送） - スポンサークレジットは「ミキプルーン」。
- ★火曜スーパーワイド（朝日放送） - テレビ朝日制作回でも提供。
- ★火曜ミステリー劇場（朝日放送） - テレビ朝日制作回でも提供。
- ★☆新婚さんいらっしゃい!（朝日放送）
番組開始の1971年から提供していたオッペン化粧品の降板を受け、1995年10月1日から正式スポンサーに昇格[注 5]。同年9月24日まではカウキャッチャー（本編前）だった。なお、カウキャッチャー時代から長らく番組出場者に出場記念品（栄養補助食品）[注 6]を提供していた。この「新婚さん」でのCMで一躍有名企業となった。カウキャッチャー時代含め2013年9月29日まで実に43年間にわたり提供。正式スポンサー昇格以降の提供読みは「ミキプルーンのMIKI」であった。また、遅れネット局のテレビ山梨や富山テレビ、福井テレビでも同時期まで提供していた（スポンサークレジットは各放送局送出）。

#### BS放送
- ☆歌謡プレミアム（BS日テレ） - 2014年10月 - 2015年3月。
- ☆ヨーロッパ空中散歩（BSフジ） - 同上。

### 提供番組枠の移り変わり
日本テレビ・読売テレビ系
CM開始当初は関西・ytvローカルと｢お昼のワイドショー」（提供当時火・木曜は読売テレビ制作だった。）→「2時のワイドショー」の複数社提供をしていたが、途中で「スター爆笑Q&A」へ移動となり、その後「木曜ゴールデンドラマ」へ再移動されて、その後継番組「ドラマシティ'92→'93」まで木曜日21 - 22時台のytv制作枠でCMを流していた。しかし、1993年4月以降は提供枠が大阪の読売テレビ制作枠から東京の日本テレビ制作枠（移動当時は「スーパーテレビ情報最前線」の複数社）へ移り、1994年10月7日からは「金曜ロードショー」で2005年9月30日まで11年にわたり提供していた。その後は2012年4月6日より「ヒルナンデス!」金曜12:05頃 - 12:20頃の複数社で復活したが、2014年9月末で降板し、BS日テレの「歌謡プレミアム」へと移った。しかしその番組も数年後に降板。だが2021年10月より再び「ヒルナンデス!」水曜に復帰した。
テレビ朝日・朝日放送テレビ系
1975年にABCが腸捻転解消後、TBS系からテレビ朝日系にネットチェンジして以降おおむね「新婚さんいらっしゃい!」でのカウキャッチャー（本編前CM）や「必殺シリーズ」など、ABC制作枠の全国ネットテレビ提供番組の複数社提供を中心に提供していた。ただし、1988年4月 - 1991年9月までの「火曜スーパーワイド」→「火曜ミステリー劇場」（火曜20時 - 21時台）放送当時はテレビ朝日制作回も多く、ABC制作の場合は大阪から、テレビ朝日制作の場合は東京から送出した。1995年10月以降はカウキャッチャーから正式スポンサーに昇格した「新婚さん」の複数社提供を中心にしていたが、編成上の都合で年末年始や期末期首で別番組提供やテレビ朝日制作の特番で振り替え放送されていたことがある。その「新婚さん」の提供を2013年9月29日放送分で勇退、同年10月3日からテレビ朝日制作の「徹子の部屋」の木曜前半ナショナルスポンサー枠での複数社提供へ移動して、さらに2016年10月4日より同局制作の「ワイド!スクランブル」第2部の火曜日複数社提供に提供して現在に至る。
TBS・MBS系
1975年4月以降おおむねTBS制作（以下、東京枠）の「朝のホットライン」から続く平日朝ワイドの番組提供と毎日放送制作全国ネットテレビ提供番組（以下、大阪枠。「笑いころげてたっぷり枝雀」の途中から「クイズMr.ロンリー」までの歴代日曜13時台の大阪枠→土曜朝の「すてきな出逢い いい朝8時」）を中心に提供していたが、1992年に東京枠が朝から午後ワイド（「3時にあいましょう」の末期 - 「スーパーワイド」）へ移動、大阪枠も「快傑!ドクターランド」へ移動されて以降しばらく提供枠が激しくめまぐるしく入れ替わる。ようやく落ち着くのは東京枠で「関口宏の東京フレンドパーク」になってからだった。一方の大阪枠は「快傑!ドクターランド」終了後後継2番組（「逸見のその時何が!」→「迫って!GABURI。」）まで火曜22時枠で提供するも、1994年3月に同枠が終了したことにより木曜20時枠へ再移動される。しかし、度重なる視聴率不振の余波で大阪枠を東京枠へ返上するなどにより一時期東京枠が2番組、大阪枠は特番編成時のみといった時期もあった。2009年4月には「関口宏の東京フレンドパークII」の木曜20時台への移動に伴い「さんまのSUPERからくりTV」（日曜19時台）へ移動し、その際に「ひるおび!」の火曜13時台複数社提供を始めるが、2012年3月末で一旦降板。一方の「-からくりTV」も2011年3月6日で提供を降板、2011年4月より「中居正広の金曜日のスマたちへ」（金曜21時台）へ提供枠を移動し、2012年3月末で降板。2013年4月に「ひるおび!」月曜13時台複数社提供枠で復活し、2016年10月より火曜13時台複数社提供枠を再開して2021年9月28日分まで提供していた。
テレビ東京・テレビ大阪系
テレビ大阪の開局以降、テレビ大阪制作開局記念特番を中心に時々複数社で提供はあったものの、定期的に番組提供するようになったのは2012年4月からの「日経スペシャル・カンブリア宮殿」が木曜22時枠へ移動してからである。しかし、2013年3月末を持ってレギュラー提供は一時中断されて、2015年4月に「トーキョーライブ22時」にて約2年ぶりに再開していたが、2016年9月末をもって再び降板している。その後2020年10月期月曜22時放送のドラマに話数限定で番組提供していた。
フジテレビ・関西テレビ系
その昔、関西テレビローカルで天気予報の1曜日スポンサーになったりとフジテレビ・関西テレビと関係が深い。一時期平日昼前の「FNNニュースレポート11:30」（一部系列局差し替えのニュースタイトルも含む）の全国ネット枠や関西テレビ制作・月曜夜10時枠の連続ドラマのスポンサーをしていたが、1990年10月に「クイズ!年の差なんて」が木曜19時へ移動してくるまで一旦関西ローカルのみの時もあった。その後「-年の差なんて」から「クイズ$ミリオネア」のレギュラー放送終了まで約17年間にわたり木曜19時台で提供後、一旦、フジ・関西系での提供が解消された。2009年4月で「情報プレゼンター とくダネ!」水曜日の後半枠複数社提供で復帰したが、2014年9月末で降板。提供枠をBSフジの「ヨーロッパ空中散歩」へと移した。2019年10月で「とくダネ!」月曜の前半枠複数社提供枠を再開、「とくダネ!」終了後も後継番組の「めざまし8」（2021年3月29日 - ）に提供枠を引き継ぎ、現在に至る。

### 備考
上記記述の通り、もともとは在阪テレビ局のテレビ番組のスポンサーが多いが、現在は在京テレビ局のテレビ番組のスポンサーでもよく提供されている。
スポンサークレジットに関しては、「三基商事」（ナール体で表記。1980年代 - 1994年ごろまで。1980年代中頃の関西テレビの天気予報では、OPは当時のロゴマークと一緒にクレジットし、EDは社名のみ画面右下にクレジットしていた）や「MIKI」（1994年10月のロゴ変更後 - 2003年9月まで。なお、「新婚さんいらっしゃい!」「すてきな出逢い いい朝8時」では「心」がモチーフのロゴマークも一緒に表示していた）と表示されていたが、現在のスポンサークレジットは主力商品の「ミキプルーン」（2003年10月 - ）である。なお、1990年代前半以前も、番組によっては「ミキプルーン」と表示していた（上記提供番組・過去の項を参照）。